# Sfioratore

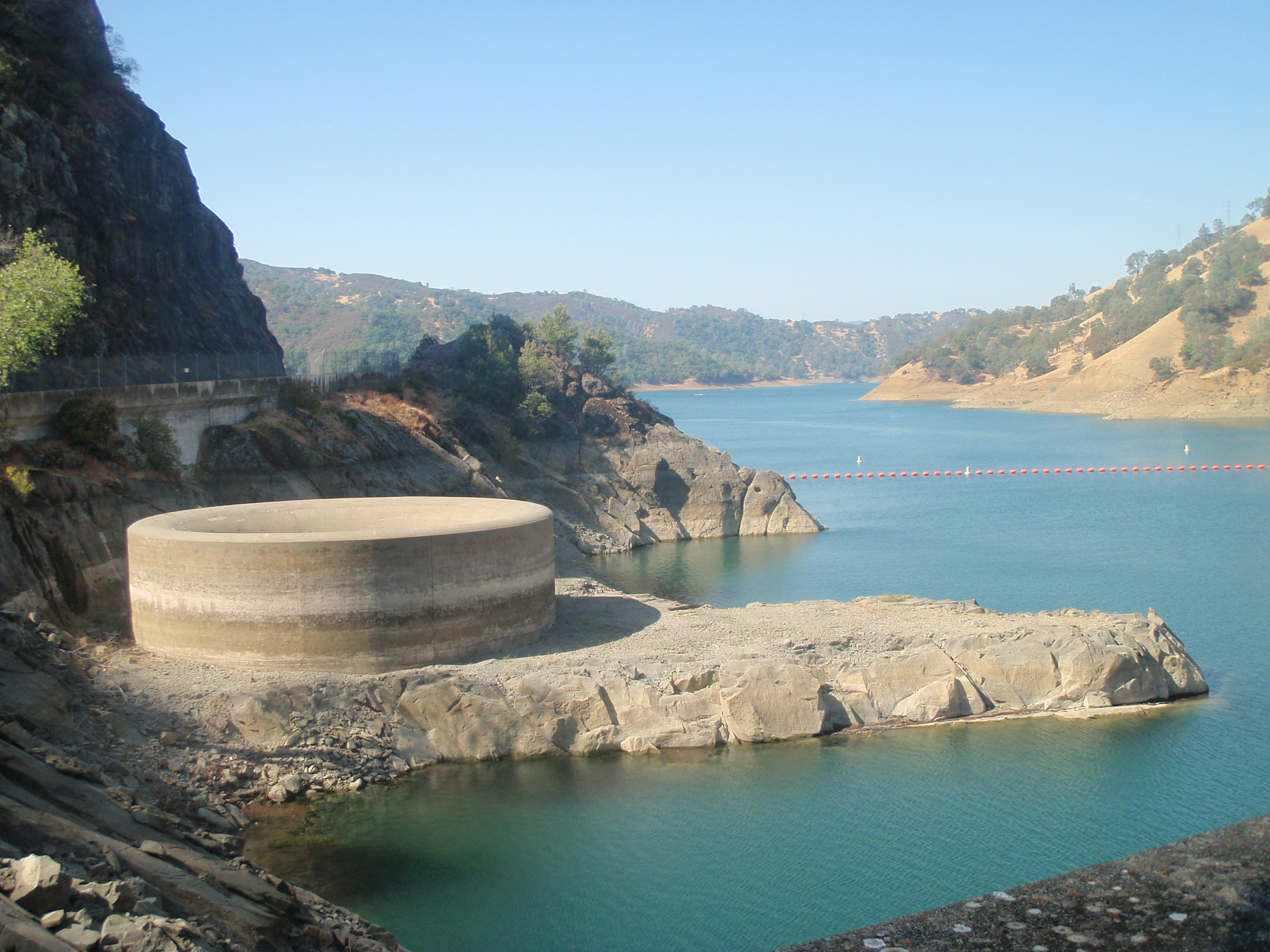
Sfioratore della diga di Monticello, in California l'acqua si trova a poco meno di 10 metri dal livello d'intervento.

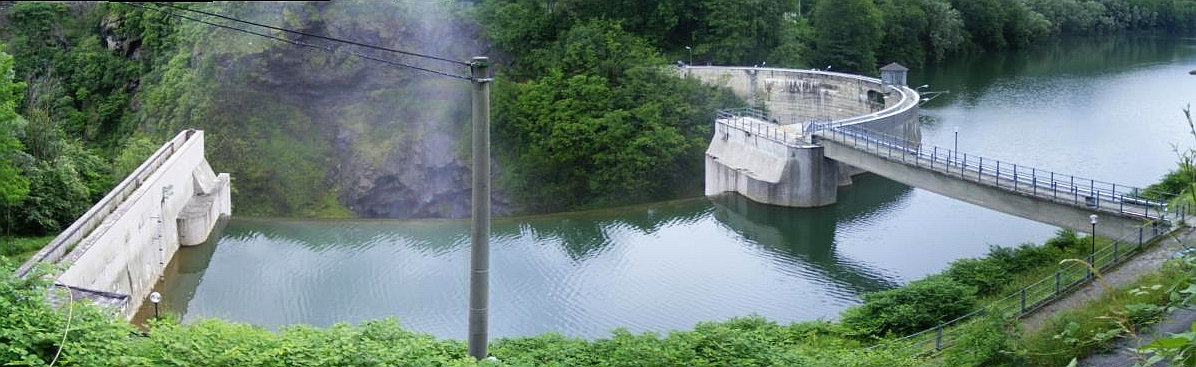
Lo sfioratore e il coronamento della diga Gurzia

Lo sfioratore o sfioratoio in ingegneria idraulica è un dispositivo usato per smaltire la parte delle acque di un bacino o di una canalizzazione in eccesso rispetto ad un livello prefissato.
Viene anche chiamato scarico di superficie e, nelle dighe, è spesso affiancato da uno o più scarichi di fondo.

## Applicazioni
Per il dimensionamento degli sfioratori si usano metodi semiempirici.
Nel caso di dighe in terra lo sfioratore è in genere costituito da una struttura indipendente dal corpo della diga. Se sottodimensionato può provocare l'erosione del paramento della diga da parte delle acque in piena con il possibile cedimento della diga stessa.
Nelle dighe in muratura viene invece spesso realizzato sul coronamento della diga. Il flusso è spesso regolato da apposite paratoie.
Il più grande sfioratore al mondo è quello della diga di Monticello, in California, largo 22 metri che incanala l'acqua in eccesso in un tunnel lungo 250 metri che la scarica a valle, con una portata di 37.000 metri cubi al secondo.